# Кіннота
Кінно́та або кавале́рія (фр. cavalerie, італ. cavalleria, від лат. caballus — «кінь») — це рід військ, у якому для ведення бойових дій та пересування використовували верхових коней.
Вперше кіннота з'явилась як нерегулярні війська в країнах Стародавнього Сходу. Маючи високу рухливість та маневровість у поєднанні зі стрімким і потужним ударом, кіннота у багатьох битвах відіграла вирішальну роль. Здатність вести самостійні дії в значному відриві від своїх військ та можливість долати за короткий час великі відстані, раптово з'являтися на флангах і в тилу супротивника, швидко розгортатися для бою, переходити від одних дій до інших як у кінному, так і у пішому строю забезпечувала кінноті можливість успішно вирішувати різноманітні тактичні та оперативно-стратегічні завдання.

## Історія

### Передісторія

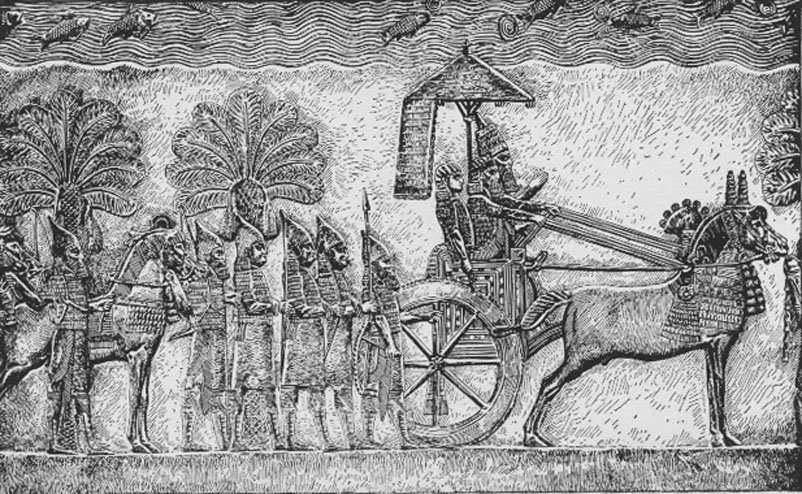
Сін-аххе-еріба на колісниці

Приручення коня почалось у 3 тисячолітті до н. е., одразу після цього їх почали використовувати у військових цілях. Первісні коні не могли витримати вагу людини[джерело?], бо стародавній дикий кінь мав розміри великого поні. Люди їх запрягали у колісниці. Перші колісниці в бою використовували у часи бронзової та залізної доби, пізніше, застарівши у військовому плані, вживались лише для подорожей, процесій, ігор. Ранні форми могли мати також чотири колеса. Критичним винаходом для створення легких бойових колісниць було колесо зі шпицями, яке широко використовували в арміях Єгипту, Індії, Китаю та в інших країнах. Колісниці були ефективні у війні лише на доволі рівній, відкритій території[джерело?]. Оскільки з часом коней стали вирощувати більшими та сильнішими, колісниці поступилися кінноті[джерело?].

### Кіннота в давньому світі

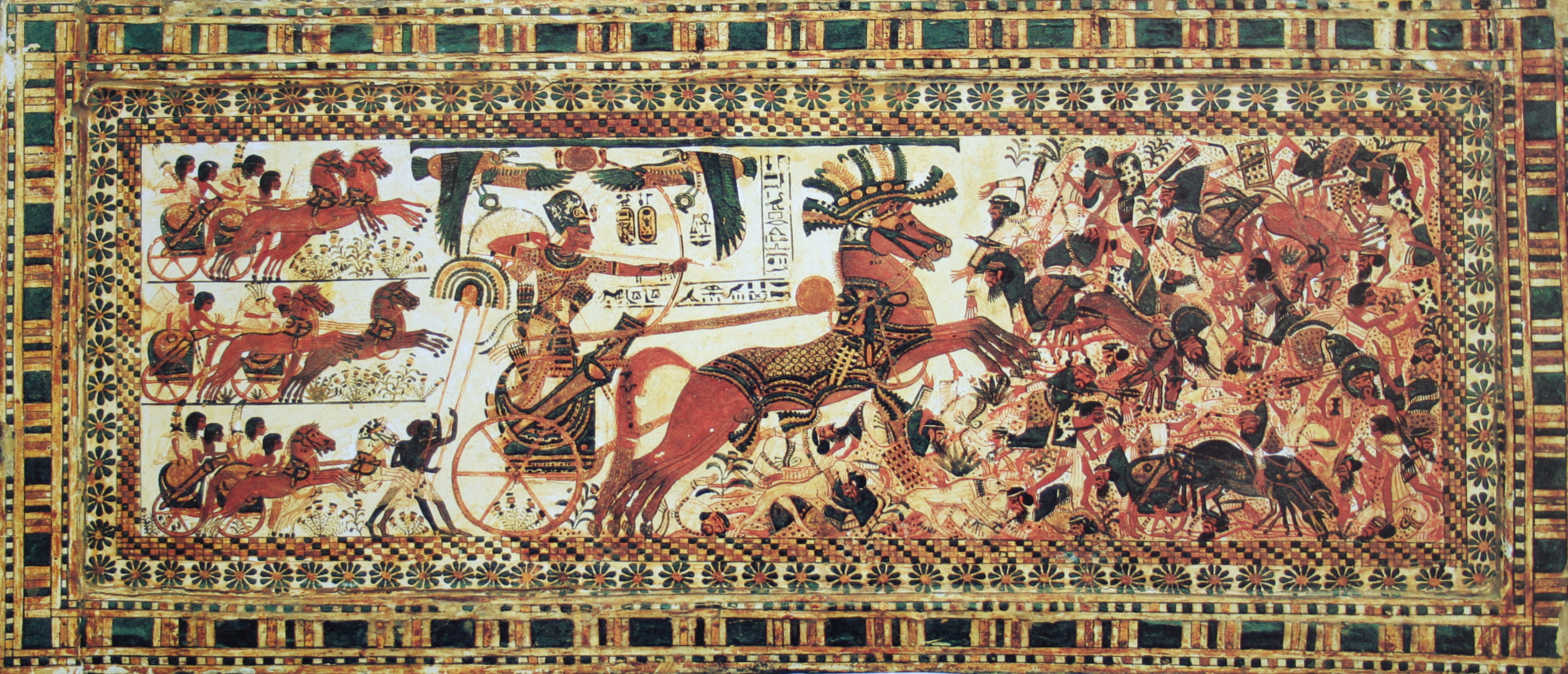
Кіннота Стародавнього Єгипту

На початку свого існування кіннота мала вигляд нерегулярного та малоосвідченого[джерело?] війська. З'явилася в Ассирії і Урарту (IX століття до н. е..)[джерело?]. У Персію потрапила у VI ст. до н. е.[джерело?] та була головним родом військ і поділялася на важку, що мала мечі і списи, та легку, озброєну луками, дротиками і списами[джерело?].
Саме в Ассирії з'явилися зачатки абсолютно нового роду військ — кінноти. Уже в IX столітті до н. е. в ассирійському війську вершники становили значну кількість. У ранніх формах кінноти вершник сидів на неосідланому коні, пізніше було винайдено високе сідло без стремен. Вершники вели бій парами: один був озброєний луком, інший списом і щитом[джерело?]. На озброєнні вершників іноді були мечі та булави[джерело?]. Проте кіннота ассирійців була ще нерегулярною[джерело?] і не витісняла бойові колісниці.
Колісниці в Урарту були «аристократичними» бойовими одиницями. Оскільки утримувати їх було дорого, почав виникати «дешевший» рід військ . Військові дії носили регулярний характер, військові походи проводилися практично щорічно. Саме тому в Урарту була досить велика армія. Військо царя Ішпуїні складалося з 100 колісниць, 10 тисяч кінних воїнів і 3 тисяч піших солдатів.

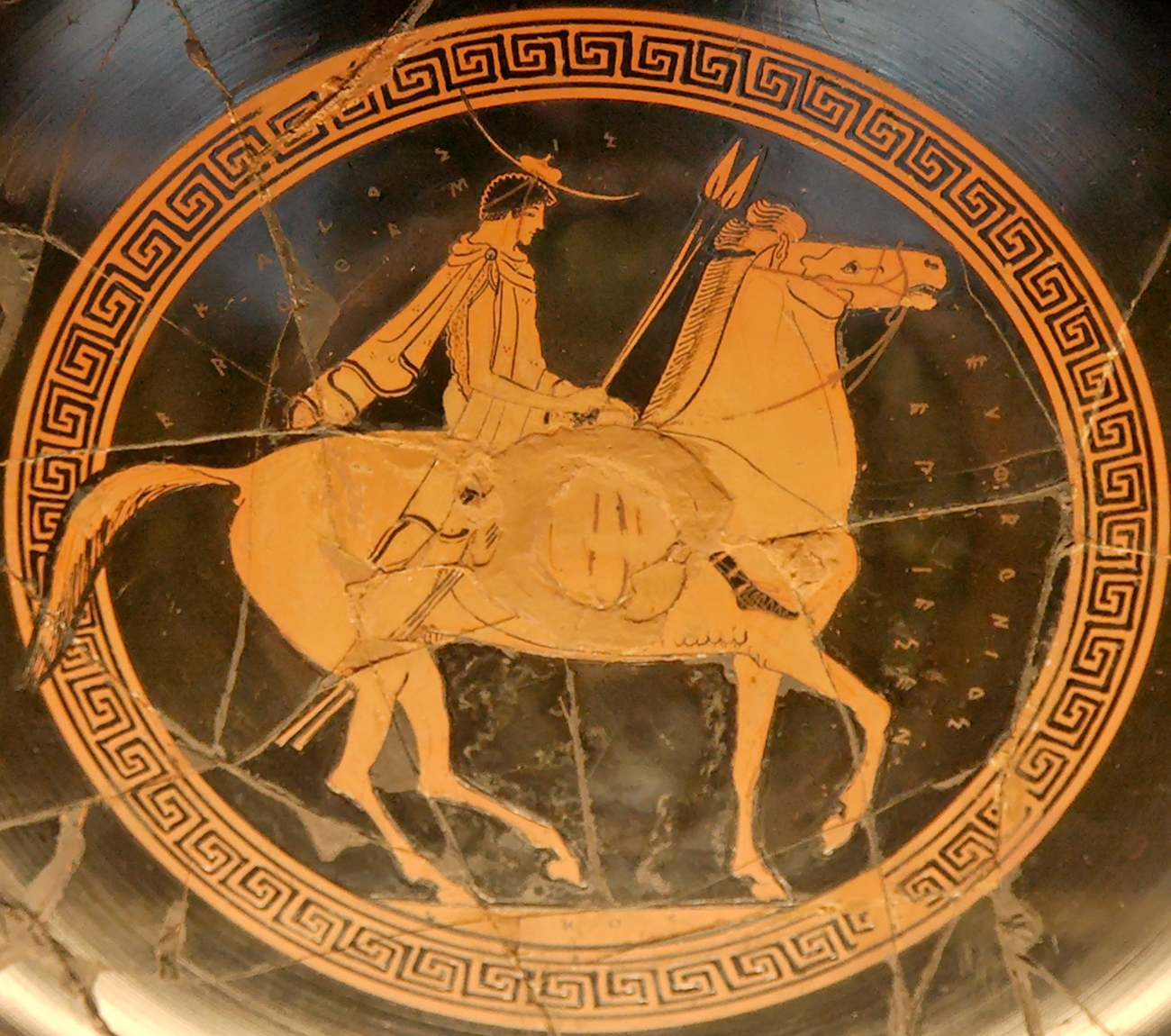
Кавалерист Еллади на червонофігурній чаші бл.500 р. до н. е..

Регулярна кіннота вперше була створена в Давній Греції[джерело?]. Через переважно землеробську культуру греків їхні кінні загони були нечисленними — близько 1 тисячі вершників у найбільшому місті, Афінах. Близько 600 вершників мало місто Олінф. Кінноту тримали і інші міста, але практичного значення в битвах вона не відігравала[джерело?], все вирішували фаланги піших гоплітів.
Найбільшого розвитку давня кіннота досягла у 4 ст. до н. е. у війську Олександра Македонського. Кіннота поділялася на важку, так звані гетайри, союзні фессалійці, і легку допоміжну з варварських народів. Легка кіннота здійснювала розвідку, охорону, переслідувала розбитого противника. Головного удару завдавала важка кіннота у взаємодії з піхотою. Проміжне місце в армії Олександра займала союзна кіннота греків, але великої ролі вона не відігравала. Під командуванням Олександра Македонського кіннота вирішувала долю всіх основних битв в Азії (на річці Граник, при Іссі, Гавгамелах).

#### Кіннота Стародавнього Риму
У стародавніх римлян кіннота була допоміжним родом військ[джерело?] (основним вважалася піхота). Організаційно вона входила до складу легіонів і поділялася на турми — по 30 вершників кожна. На озброєнні кавалеристи мали списи (ланцеї) і мечі (гладіуси, пізніше спати); верховій їзді були навчені слабко; кінь служив їм головним чином засобом пересування[джерело?]. На кінноту покладалися переважно функції розвідки та вирішення різних забезпечувальних завдань. Високі бойові якості мала карфагенська та союзна нумідійська кіннота, яка відіграла важливу роль у розгромі римської армії в битві при Каннах. Нумідійська кіннота була легкого типу та схожа на арабську.

#### Парфянська кіннота
Сильна кіннота була у парфян. Закуті в броню парфянські вершники-катафрактарії стали прообразом європейських лицарів пізнього часу. У битві при Каррах в 53 до н. е. вони відіграли важливу роль у розгромі римських легіонів під командуванням Красса. У південних слов'ян у VI-VIII ст. була нечисленна кіннота, яка сприяла пішим воїнам у досягненні перемоги.

### Середньовіччя

#### Винайдення стремен

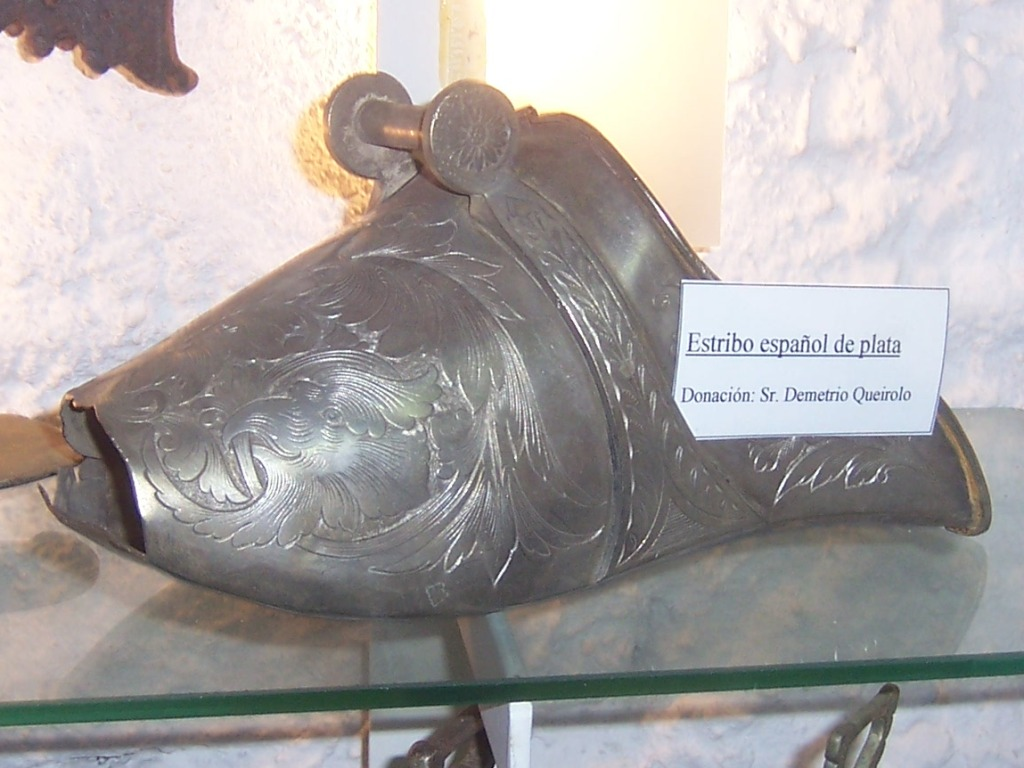
стремена з носком

Винайдення стремен дозволило вершникам мчати галопом на коні[джерело?], а коли потрібно було долати перешкоду, вони підводилися на стременах і перестрибували її. Оскільки можна було впевнено триматися в сідлі, середньовічний вершник отримав можливість користуватися зброєю. Легше було заплигувати на коня. Адже тепер потрібно було поставити ногу в стремено і легким рухом опиниться на коні. Таке нововведення дозволило зняти обмеження на зріст коней, яких використовували для кінноти[джерело?].
Вперше стремена стали використовувати азіати, в 4 столітті нашої ери[джерело?]. До Європи винахід дійшов не відразу, лише у 6-му столітті нашої ери стремена побачили у Візантії, куди вони потрапило через Іран. У наступному столітті стремено почали використовувати франки, а вже в 10-11 столітті винахід потрапив до Скандинавії, Англії, а також почали використовувати на Русі.

#### Лицарство

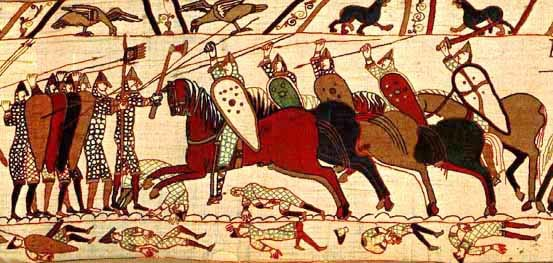
Лицарі раннього Середньовіччя

У Західній Європі (VIII-IX століття) головне значення в боях, з причини відсутності сильної піхоти, набула лицарська кіннота. Озброєні важкими списами і мечами, закуті в броню лицарі (але ще без коней)[джерело?], атакували противника, шикуючись в лінію або клином. Улюбленою формою бойового порядку лицарського війська був усічений клин («свиня»)[джерело?], передні ряди якого становили добірні лицарі, що рухалася за головним клином піхота і прикривалася з флангів і тилу 2-3 шеренгами важких вершників[джерело?]. Піхота довершувала розгром супротивника, подавленого ударом щільної маси лицарів[джерело?].

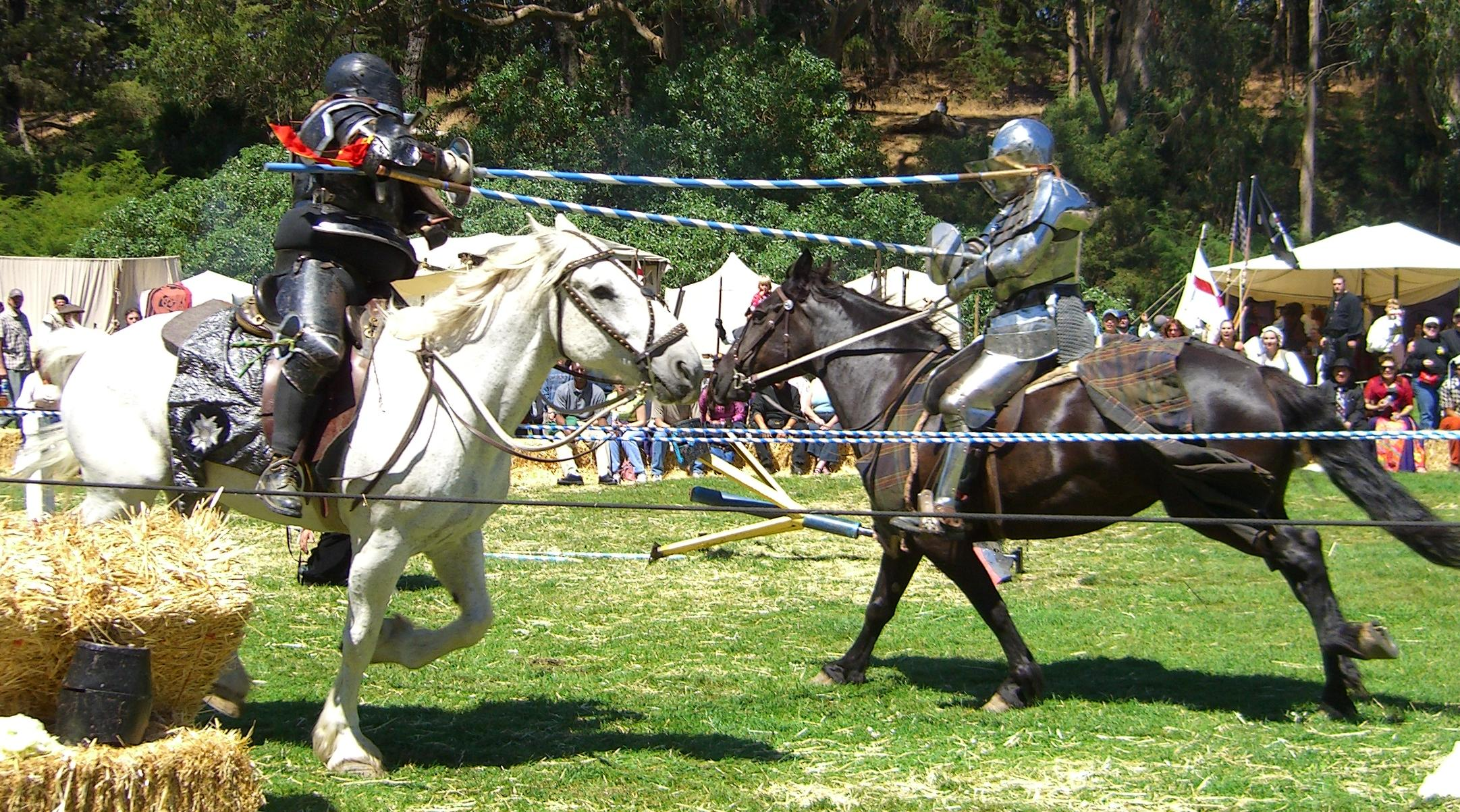
Лицарський турнір

З початку XV століття для захисту лицарі почали використовувати суцільні пластинчасті обладунки[джерело?]. Їх вага разом з кольчугою сягала 32 кг[джерело?]. Зброєю захищалися також і коні[джерело?]. Важка, малорухлива лицарська кіннота була не здатна до ведення маневрових дій та переслідуванню легкоозброєного противника[джерело?]. Велика вага обладунків приводила до суттєвого обмеження рухливості воїна і в пішому бою, де легкоозброєний і більш маневровий противник отримував суттєву перевагу[джерело?]. Так само слід розуміти, що величезні, 2 метри у висоту (це при середньому тоді людському зростанні 150—160 см) і вагою близько тони дестріє[джерело?], в раннє середньовіччя тягали не менш величезні вози з суцільними колесами[джерело?], не сильно обтяжувалися надягненою бронею і вагою вершника, а будь-кого хто стояв на шляху, навіть пронизані пікою чи списом, просто розчавлювали[джерело?]. Тільки поява неймовірно глибоких пікінерських шикувань вкупі зі значною кількістю арбалетників і аркебузирів епохи Ренесансу припинило повну гегемонію цих монстрів на полі бою[джерело?].

#### Кіннотаварварів
Варвари використовували легких, маленьких і швидкохідних коней. Вони могли без втоми переходити великі відстані, хоча багато вершників користалися під час переходів і боїв кількома конями, міняючи їх, щоб зберегти силу тварин. Основними бойовими кіньми варварів служили кобили, оскільки молоко їх забезпечувало харчування воїнів під час кампаній, а також і тому, що кобилами легше керувати, ніж жеребцями. Можливо, ці коні — предки сьогоднішніх коней монголів, кобили яких мають у холці 125 см і яких можна доїти чотири або п'ять разів на день, отримуючи близько 250 г молока при кожному доїнні. Зрідка зустрічалися важкоозброєні вершники.

#### Арабськакіннота
Арабські армії воїнів-кочовиків пересувалися на конях або на верблюдах і були, настільки ж звичні до ведення кінного бою, як описані Амміаном Марцелліном гуни. Однак не слід уявляти їх такими вже примітивними жителями пустелі, які не мали сучасного озброєння і не знали «цивілізованої» стратегії і тактики. Хоча багато з них боролися на конях і верблюдах як легкі вершники, відомо, що інші — заможніші воїни кінноти — билися в кольчугах і шоломах. Що ж до наявності у них ефективної стратегії і тактики, успіх арабів у перші століття їх військової історії говорить сам за себе. Як армія, в якій панівною силою служила кіннота, вони йшли від перемоги до перемоги проти не настільки сильно релігійно мотивованого ворога.

### Кіннота вНовий час

#### Поява вогнепальної зброї
Поява в XIV столітті вогнепальної зброї і зростання у зв'язку з цим ролі піхоти і артилерії істотно відбилося на розвитку кінноти. У Західній Європі до кінця XV століття лицарська кіннота втратила своє значення.
У XVI столітті на перший план стала висуватися легка кіннота, озброєна вогнепальною зброєю (кінні аркебузири). Це спричинило за собою зміну способів бойових дій кінноти: замість кінної атаки і удару холодною зброєю стала застосовуватися стрілянина шеренгами з коня (глибина строю доходила до 10 і більше шеренг), висунутими по черзі з глибини бойового порядку. У XVI столітті в кінноти з'явилися рейтари, драгуни, потім кірасири.
Велику реорганізацію у кінноти провів шведський король Густав II Адольф (1611—1632). Кіннота шведів (драгуни і кірасири) в бою шикувалася в 3-4 шеренги, в бойовому порядку армії розташовувалася в 2 лінії. При такому шикуванні кіннота знову перетворилася на потужну ударну силу, здатну здійснювати рішучі атаки і маневрувати на полі бою. Організаційно шведська кіннота складалася з кінних полків і ескадронів.
У XVII-XVIII століттях значний розвиток кіннота отримала і в інших державах Західної Європи. Її чисельність різко зросла і становило в ряді країн 50 % складу армії, а по Франції кінноти було в 1,5 рази більше, ніж піхоти. Кіннота в цей період поділялась на важку (кірасири), середню (драгуни , карабінери , кінні гренадери або гренадери-вершники) і легку (гусари, улани і легкокінні полки). У XVII столітті кіннота всіх західноєвропейських армій (за винятком шведської) продовжувала застосовувати стрілянину з коня і вести атаку в низькому темпі.

#### Кіннота запорозьких козаків

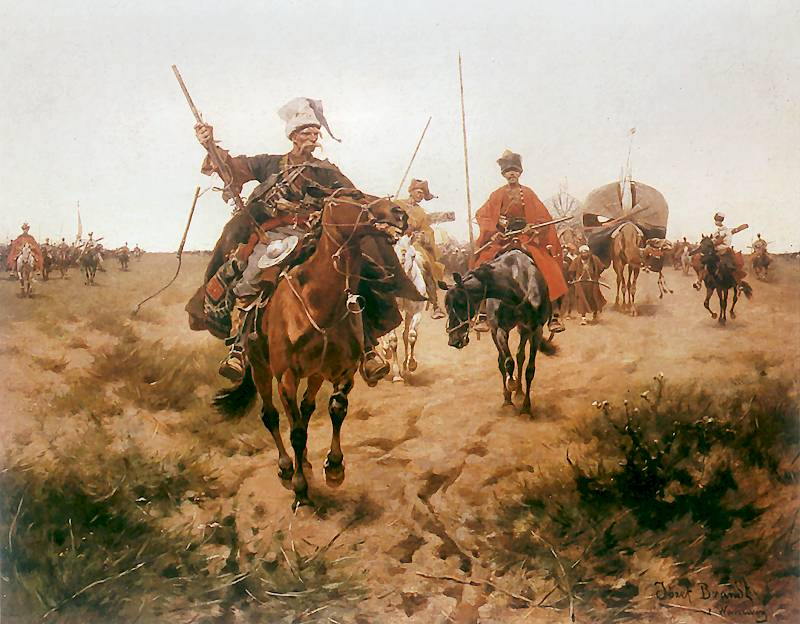
Кіннота запорозьких козаків

Козацьке військо складалося з піхоти, кінноти і артилерійських військ. Основою війська була козацька піхота. Елітної частиною війська була кіннота. За своїми бойовими якостями цей підрозділ являв найгрізнішу силу запорожців. Козацька кіннота являла собою легку кінноту. Кінноту запорозьких козаків було добре озброєно як вогнепальною — карабінами, бандолетами, так і холодною зброєю — шаблями, сокирами, кинджалами, келепами, баграми та ін.

#### Кіннота в XIX столітті

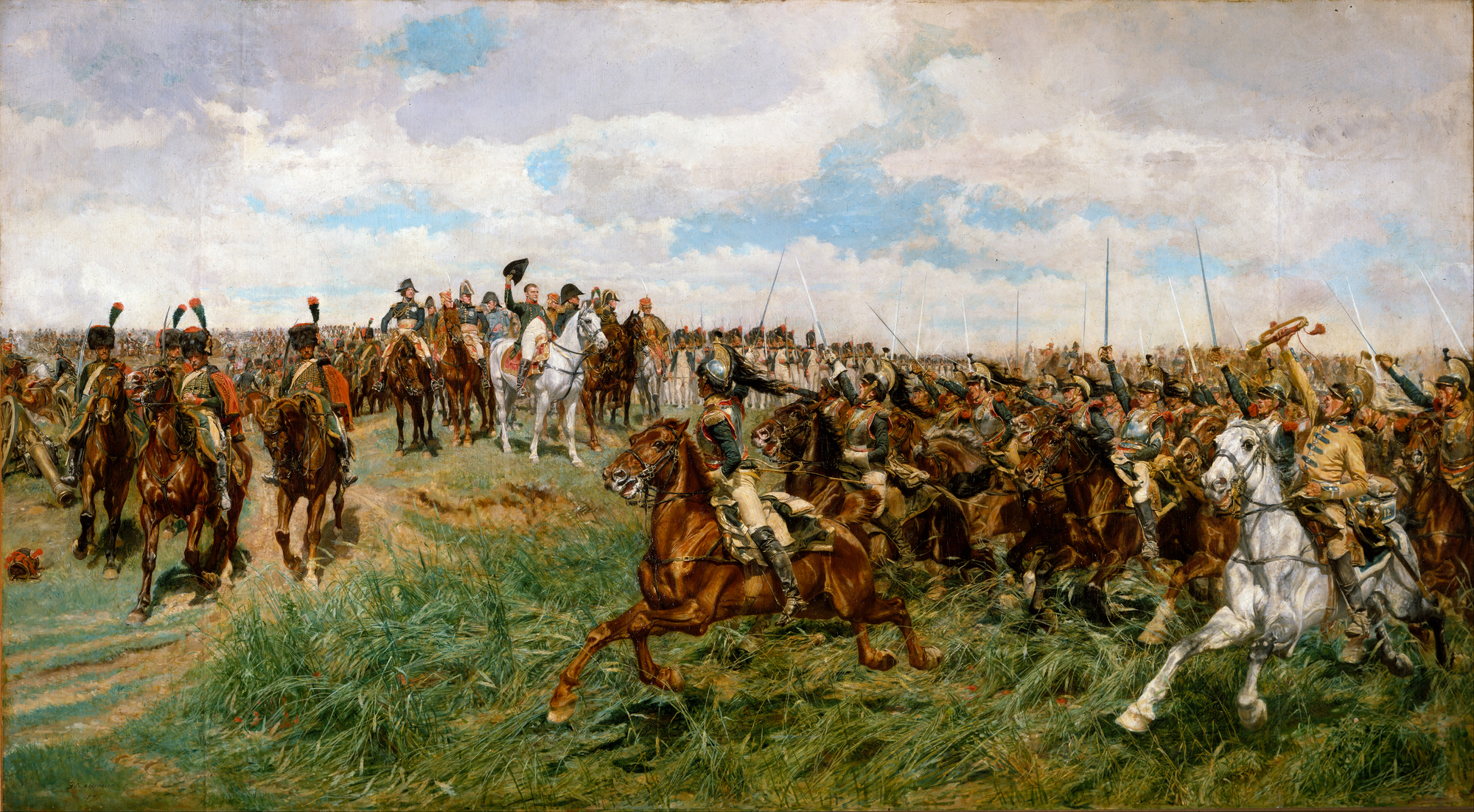
Французька важка (кірасири) і легка (кінні єгері) кавалерія в битві під Фрідландом, 1807 р. Картина Ж. Мейссоньє

З появою (XIX століття) масових армій кіннота у ряді країн стала поділятися на стратегічну та військову. Стратегічна кіннота призначалася для виконання завдань як самостійно, так і у взаємодії з іншими родами військ. Організаційно вона складалася з кінних бригад, дивізій та корпусів. Військова кіннота (від взводу до полку) організаційно входила у піхотні з'єднання (частини) і призначалася головним чином для розвідки, охорони та зв'язку.
В армії Наполеона I 1812 року було 4 кінних корпуси (близько 40 тисяч осіб).
У війнах 2-ї половини XIX століття кіннота європейських армій діяла невдало, її використовували без урахування зрослої міцності вогню, вона зазнавала великих втрат. Внаслідок цього, виникли сумніви у потребі її подальшого існування. Однак досвід Громадянської війни в США 1861-65 показав, що за належної бойової підготовки, кіннота, як і раніше, здатна успішно вести бойові дії і в умовах застосування нарізної вогнепальної зброї, особливо здійснювати глибокі рейди по тилах і комунікаціях противника. Американську кінноту було добре підготовлено для бою в кінному і пішому строю. При спішені, для заняття оборони, кавалеристи вдавалися до самообкопування, а після відбиття атаки противника, швидко переходили до дій в кінному строю.

### Перша світова війна
До початку Першої світової війни кіннота була єдиним рухомим родом військ[джерело?] і становила 8-10 % чисельності армій коаліцій, що воювали. Вона призначалася для вирішення тактичних (Франція та інші держави) і оперативних (Німеччина) завдань. У Росії передбачалося оперативне і тактичне використання кінноти. Дії кінноти під час війни, внаслідок насичення армій артилерією, кулеметами і застосування військової авіації, супроводжувалися великими втратами особового складу і коней і були малоефективними.
Одним з небагатьох прикладів застосування великих сил кінноти для розвитку успіху в оперативному масштабі є Свенцянський прорив 1915, в ході якого німецьке командування використовувало кавалерійську групу у складі 6 кінних дивізій.
Численна кадрова російська кіннота (36 кінних дивізій, 200 тисяч осіб), незважаючи на високу підготовку солдатів-вершників, навіть у початковий, маневрений період війни, за деяких досягнутих успіхах, все ж таки не відіграла значну роль. З настанням позиційного періоду бойові дії кінноти як рухомого роду військ, по суті, припинилися. Особовий склад кінних з'єднань і частин було спішено і він вів бойові дії, як і піхота, з окопів. Російське військове командування не зуміло правильно використовувати численну кінноту в змінених умовах війни. Відмова від її накопичення на найважливіших напрямках, призвела до розпорошення кінноти по всьому фронту, і в кінцевому рахунку, кіннота стала забезпечувати дії інших родів військ. Таке використання кінноти було значною мірою наслідком її неправильного навчання ще в мирний час: на навчаннях головна увага приділялася атаці в зімкнутих кінних строях без належної вогневої підтримки; наступальні дії в піших строях, по суті, не відпрацьовували.
Після 1-ї світової війни, через розвиток механізації і моторизації, в іноземних арміях чисельність кінноти скоротилася, а до кінця 30-х років XX століття, а у низці великих держав її, як рід військ було, по суті, ліквідовано. Незначна кількість кінних з'єднань і частин, зберігалася аж до 2-ї світової війни лише в деяких країнах (Франція, Велика Британія, Італія, Румунія , Угорщина та інших). Винятком була Польща, де до початку війни було 11 кінних бригад.

### Друга світова війна

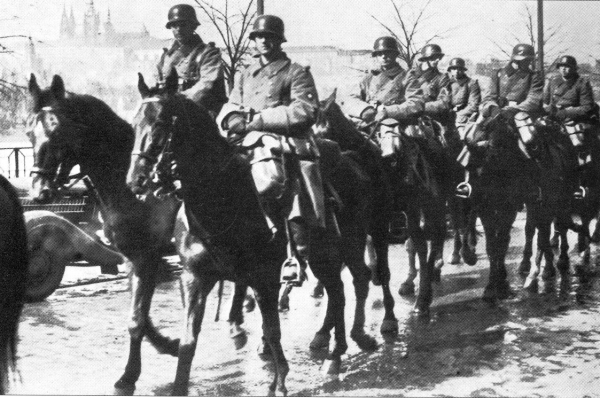
Німецька кіннота в окупованій Празі.

Ще до початку 2-ї світової відбулося скорочення числа кінних дивізій у Червоній Армії (з 1938 до початку 1941).
У Німецько-радянській війні кіннота, показала свою ефективність у зіткненнях з не великою вогневою міццю противника. Кіннота брала участь у більшості великих операцій. Влітку і восени 1941 кінні з'єднання вели важкі оборонні бої, прикриваючи відхід загальновійськових з'єднань, здійснювали контрудари і контратаки по флангах і тилу проривався угруповань противника, дезорганізовували його управління, підвезення матеріальних засобів та евакуацію.
По наполегливих вимогах Г. К. Жукова, радянське командування літом 1941 приступило до формування нових кінних дивізій. До кінця 1941 було додатково розгорнуто 82 кінні дивізії легкого типу, які стали зводитися в кінні корпуси, які підпорядковувалися фронтовому командуванню. При веденні наступальних операцій кінні корпуси використовували для розвитку прориву, оточення великих угруповань противника, боротьби з його оперативними резервами, порушення комунікацій, захоплення плацдармів на водних перешкодах і важливих районів (рубежів) в тилу, переслідування. В оборонних операціях вони становили маневровий резерв фронту і їх використовувалися, як правило, для завдавання контрударів.
У 1943 в ході реорганізації кінноти був призначений командувач кіннотою (С. М. Будьонний), утворений штаб кінноти (начальник штабу генерал В. Т. Обухів, потім генерал П. С. Карпачов), скасовані легкі кінні дивізії, проведено укрупнення дивізій, збільшена їх вогнева міць, посилені протитанкові засоби кінних корпусів. З 1943 стало широко практикуватися, що передбачалося ще у довоєнні роки використання деяких кінних корпусів у складі кінно-механізованих груп, які застосовувалися для розвитку успіху. Зростання в ході Німецько-радянської війни вогневої міцності військ змушувала кінноту нерідко вести бій у спішених бойових порядках. У наступі на противника, поспішно перейти до оборони, а при діях у його тилу застосовувалася також атака в кінному строю.
Досвід застосування кінноти в 2-й світовій і Німецько-радянській війнах показав її велику вразливість при високому ступені насичення армій артилерією, мінометами, автоматичною стрілецькою зброєю, танками і авіацією. Найефективнішими в цих умовах були дії танкових і механізованих військ, які отримали значний розвиток.
На думку сучасного історика Олексія Ісаєва, застосування кінноти було двояким. По-перше, вона застосовувалася як «квазімотопехота» у складі рухомих з'єднань. Таке застосування кінноти було пов'язано з браком мотопіхоти. По-друге, через слабкість технічної бази того часу мотопіхота могла діяти лише на добре прохідній місцевості. У разі відсутності доріг або бездоріжжя мобільність мотопіхоти різко падала. У той же час мобільність кінноти значно менше залежала від стану місцевості. Співвідношення мобільності мотопіхоти і кінноти різна, і залежить від конкретних фізико-географічних умов.
Кіннота мала також одну важливу перевагу — менші вимоги до постачання. При відсутності пального мотопіхота змушена буде кидати техніку, а кіннота продовжить рух. Відповідно при деяких умовах (малопрохідна місцевість, невелика тривалість операції) застосування кінноти дозволяло збільшити глибину наступальної операції.
Недоліком кінноти є необхідність годувати коней весь час, тоді як автотранспорт вимагає пального лише під час його експлуатації. Споживання корму сильно підвищується в холодну погоду, а у сильні морози в польових умовах можлива масова загибель коней.
Загалом, можна сказати що кавалерія і мотопіхота добре доповнювали один одного.
Див також : 8-ма кавалерійська дивізія СС «Флоріан Гайєр»

## Тактика
Кіннота зазвичай поділялася на три групи, які йшли в бій одну за одною. Перша група проривала стрій ворога або завдавала йому великої шкоди, щоб друга чи третя хвиля могли все ж прорватися. Коли ворог відходив, починався остаточний розгром і захоплення полонених. Спочатку лицарі діяли на власний розсуд, нерідко порушуючи плани командування. Лицарів цікавила насамперед слава і шана, тому вони навіть сперечалися за право піти в першому загоні першої групи. Загальна перемога в бою була для них другорядною метою. Бій за боєм, лицарі кидалися вперед лише побачивши ворога, тим самим руйнуючи будь-які тактичні плани командира. Командири при нагоді спішувати лицарів, щоб хоч якось зберегти контроль над ними. Це широко практикувалося в маленьких арміях, які не сподівалися встояти проти кількох кінних набігів. Піші лицарі піднімали бойовий дух і значно посилювали піхоту. Піхота використовувала спеціальні військові укріплення чи особливості місцевості, щоб захистити себе від набігів кінноти. Прикладом недисциплінованої поведінки лицарів була битва при Кресі 1346 року. До кінця середньовіччя важка кіннота мала не більше значення на полі бою, ніж лучники та піхота. До того часу військові керівники вже усвідомили марність набігів на добре організовану і укріплену піхоту. Правила змінилися. Для оборони від кінноти армії дедалі більше використовували вкопані загострені палиці, викопані рови і рухомі колоди. Кінні атаки проти правильно побудованих груп з списоносців і стрільців закінчувалися поразкою кінноти. Лицарі були змушені битися пішки або чекати відповідного моменту. Нищівні кінні атаки були можливі, але тільки коли ворог тікав, був дезорганізований або залишав свої укріплення для атаки.

### Тактика «караколь»
Тактика, під назвою «караколь» в сучасному розумінні цього терміна, виникла в середині XVI століття як спроба внести використання вогнепальної зброї в тактику кінноти. Вершники, озброєні двома пістолетами з колісцевими замками, майже галопом наближаються до цілі в строю з дванадцяти шерег. Щойно чергова шерега наближається на відстань пострілу, вершники цієї шереги зупиняються, злегка повертають своїх коней спочатку в один бік, стріляють з одного пістолета, потім в другий бік, стріляють з другого пістолета, потім розвертаються, проїздять крізь інші шереги і становляться в кінці строю. За час, що знадобиться іншим одинадцяти рядам для виконання того самого маневру, перший ряд перезаряджає свої пістолети, це дозволяє отряду вести безперервний вогонь шерегами, що постійно змінюють одна одну. Ця тактика розповсюджувалась з ростучою популярністю німецьких рейтарів у західних арміях в середині XVI століття.
Варто відзначити, що джерела відповідного періоду не завжди використовували термін «караколь» в сучасному сенсі. Наприклад, Джон Крузо, шанований військовий спеціаліст того часу, пояснював термін як маневр, коли загін кірасирів, яких атакує супротивник, поділяється на дві частини, дозволяючи ударній групі нападу пройти поміж цими двома частинами, а потім одночасно атакує з флангів.

## Кіннота деяких держав

### КіннотаОсманської імперії

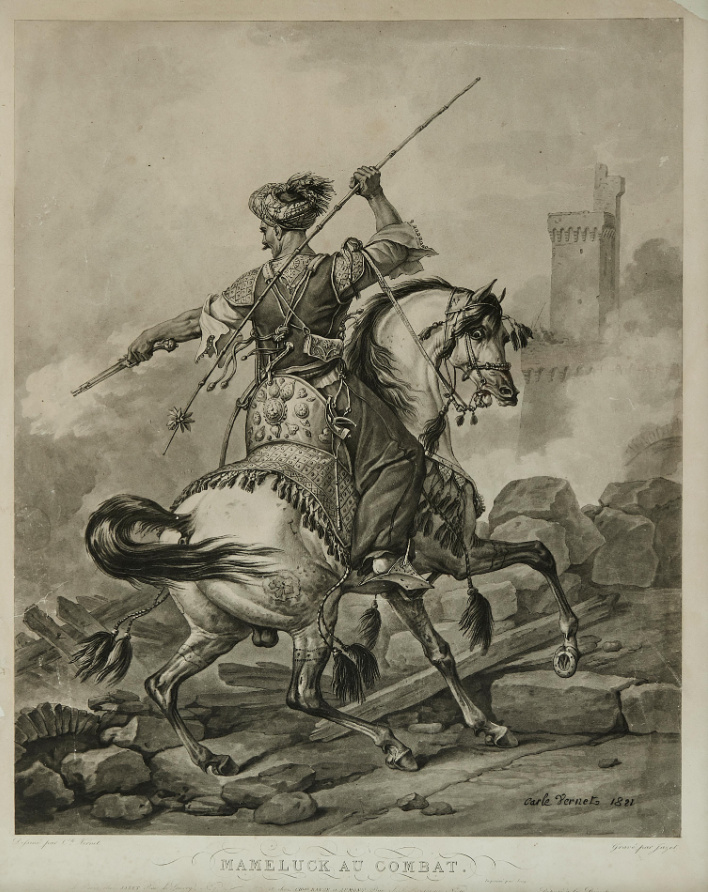
Турецький кіннотник 1810 р.

Ядром турецької кінноти, починаючи з XV століття, були сипахи — феодальні ополченці імперії. Найдрібніше феодальне володіння- Тімар- споряджав одного важкоозброєного вершника. Власник зеаметів-більшого володіння — повинен був спорядитися сам і привести з собою кілька озброєних слуг. Спочатку кількість сипахи доходило до 40 тисяч вершників, але з часом скорочувалася. До початку XVII століття зростає військове значення капикулу (у перекладі «раби султанського двору») — особистої гвардії султана, що складалася з військовополонених і рабів. Останніх ще в дитинстві забирали з дому і виховували у фанатичній мусульманську віру, давали їм освіту і вчили військовій справі. Кіннота капикулу називалася Белюк халки, піхота відома, як яничари. Війська прикордонних земель являли собою загони легкої кінноти — акінсі. Вони займалися розвідкою і патрулюванням доріг, по яких рухалися основні сили. Єдиного стандарту озброєння не було. Зустрічалися як важкоозброєні воїни в кольчугах або пластинчастих броня, так і легкі вершники в шкіряних обладунках або взагалі без них, з одними лише калканів-круглими щитами, сплетеними з прутів і посиленими посередині металевим умбоном. Озброєння вершників складалося зі списів, шабель, бойових сокир, клевців, шестоперів і булав. Незважаючи на появу карабінів і пістолів, якими в XVII столітті почала активно озброюватися кіннота османів, складені луки продовжували використовувати повною мірою. Формування регулярної кінноти почалося з 1826 року за зразком наполеонівської. До 1828 було сформовано 4 полки (булука) по 600 чоловік (642 з офіцерами), які поділялися на ескадрони. 1836 року в гвардійської кінноти значилося 2200 коней, в армійській — 1399.

### Російськакіннота

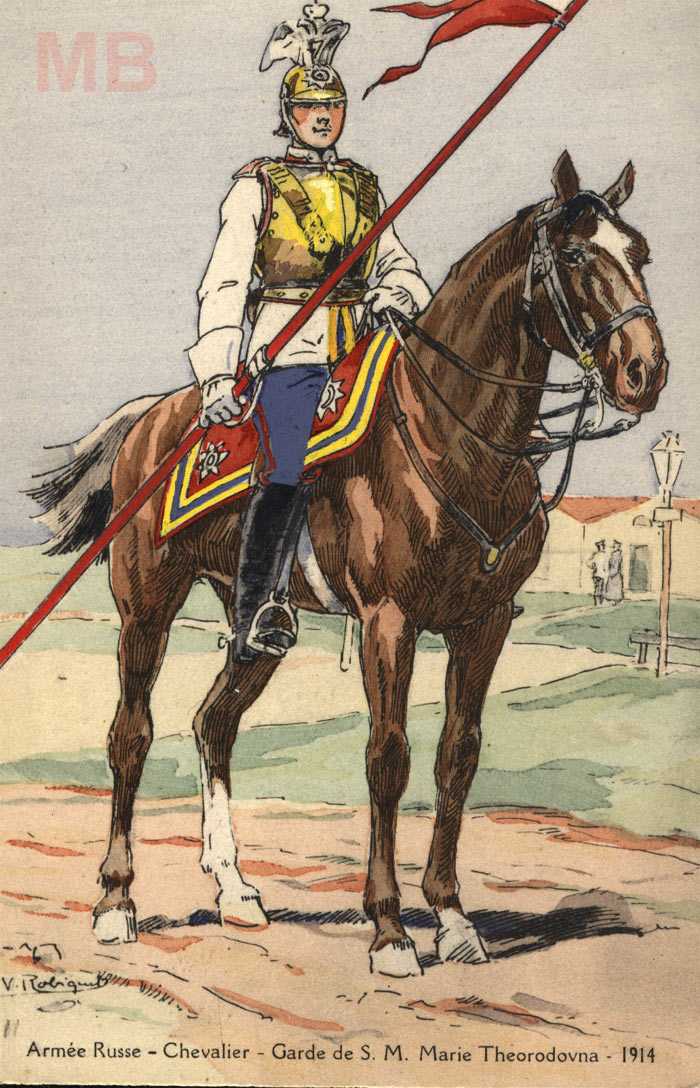
Поштова листівка. Військова форма, 1914. Кавалергардський Її Величності Государині Імператриці Марії Федорівни полк

У Російській державі у 2-й половині XV століття була створена помісна кіннота. Помісна система комплектування давала можливість мати численну дворянську кінноту. За Івана IV (Грозного) вона була провідним
родом військ; її чисельність сягала 50-80 тисяч чоловік. З XV століття з'явилася козацька кіннота, значні загони якої брали участь в Лівонській війні 1558-83.
Починаючи з 30-х років XVII століття помісна кіннота стала замінюватися кіннотними полками «нового ладу». На початку XVIII століття Петро I, створюючи регулярну армію, сформував кінноту драгунського типу (40 драгунських полків — близько 42 тисяч вершників). Вперше в історії кожен кіннотний полк мав у своєму складі артилерію (2 трьохфунтові гармати). Під час Північної війни 1700-21 Петро I широко використовував кінноту для самостійних дій. У Полтавській битві 1709 року кінні полки під командуванням А. Д. Меншикова вміло й рішуче діяли в кінному і пішому строю. Вирішальну роль у переслідуванні відступних шведів відіграла нерегулярна кіннота, що складалася, переважно, з калмиків.
Однак навіть змучена голодом і відсутністю фуражу (конче необхідної для важкої кінноти, необхідної настільки, що коні не могли становити серйозної сили після декількох тижнів годівлі підніжним кормом) кіннота шведів змогла потіснити при полтавській битві погано навчені полки російських драгунів, які не вміли воювати строєм. Якби шведська і російська регулярна кіннота (створена фактично з нуля, і була швидше пересувною піхотою, ніж ударною силою) зустрілися на полі бою за інших обставин, остання була б приречена, як і вся решта армії.
У 1755 році був введений новий Кавалерійський статут, який значною мірою допоміг відродити петрівські традиції бойового використання кінноти. У 1756 кіннота російської армії складалася з 1 гвардійського, 6 кірасирських , 6 кінногренадерських , 18 драгунських штатних та 2 позаштатних полків, у складі яких було понад 31 тисяча осіб. Нерегулярну кінноту становили козацькі війська і калмики. У Семирічній війні 1756-63 російська кіннота за своєю навченістю не поступалася найкращій в Європі прусській кінноті Зейдліца і відіграла велику роль у перемозі російського війська в цій війні.
Російська кіннота в 1812 складалася з 65 кінних полків (5 гвардійських, 8 кірасирських, 36 драгунських , 11 гусарських, 5 уланських). З більшої частини полків було сформовано 11 кінних дивізій, зведених у 5 кінних корпусів. Інша частина полків була об'єднана в окремі кінні дивізії. Вся російська кіннота, в тому числі і драгунська, вела бій тільки в кінному строю. Під час франко-російської війни 1812 року російська кіннота була краще підготовлена, ніж французька, і відіграла значну роль у розгромі наполеонівської армії.
Великі зміни відбулися в російській кінноті в 2-й половині XVIII століття, коли особливу увагу було звернено на збільшення легкої кінноти.

### Кіннота вАвстро-Угорській імперії

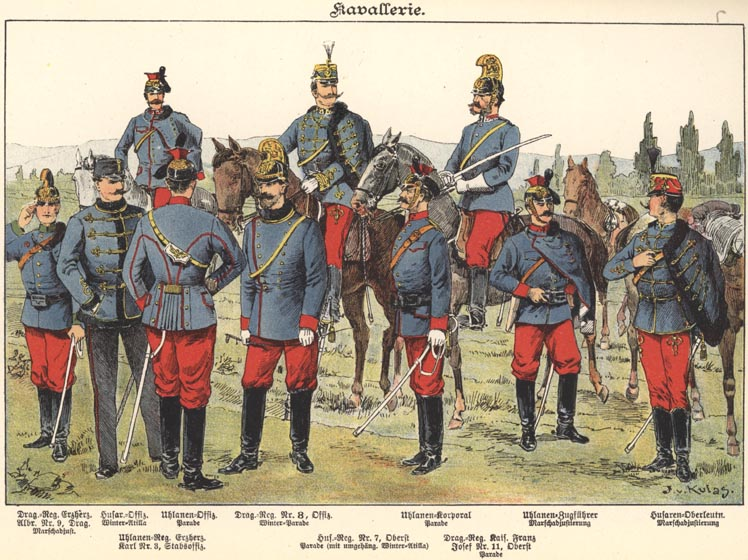
Кіннота Австро-Угорщини, 1898

Основна стаття: Збройні сили Австро-Угорщини
Кіннота укомплектовувалася за призовом. Призовний вік — у 21 рік, термін служби становив: a) для службовців регулярної армії — 3 роки, 7 років в резерві армії, 2 роки в резерві ландверу, б) для службовців ландверу — 2 роки та 10 років у резерві ландверу.
Відмінною рисою австро-угорської кінноти був її міжнаціональний склад. Комплектування кінноти відбувалося по територіальній системі. Вся територія країни була розділена на 105 округів поповнення, з яких кожен поповнював один полк імперської армії. .Кіннота імперської армії складалася з: 42 кінних полків, з яких 24 австрійських та 18 угорських. З них 15 драгунських, 16 гусарських, 11 уланських. Кіннота австрійського ландверу: 6 уланських полків, 1 дивізіон тірольських кінних стрільців, 1 дивізіон далматинських кінних стрільців. Кіннота угорських гонведів: 10 гусарських полків.

### КіннотаРечі Посполитої

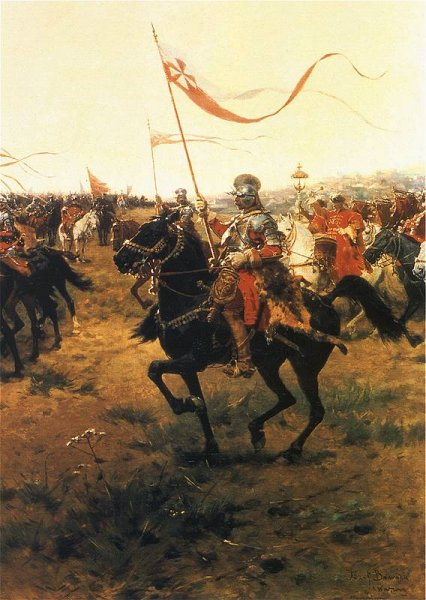
Гусар. Худ. Юзеф Брандт (1841—1915)

Крилата гусарська кіннота стала одним з найвідоміших символів Речі Посполитої, який асоціюється з могутністю польської армії на полях битв в період, коли держава перебувала на піку своєї могутності.Гусари повинні задовольняти такі вимоги: щоб бути вершником у гусарському загоні, необхідно було бути дворянином, сильним і здатним носити кірасу в повному її складі, нарукавники, набедреники, оброблені залізом рукавиці, на голові каску, на обох ногах шпори по-німецьки (тобто їх можна легко зняти, тоді як шпори за польським зразком прибиваються до чобіт) і велику тигрову або леопардову шкуру, підбиту оксамитом або шовком темно-червоного кольору, якою гусар прикриває ліве плече.
Кінь його повинен бути високим, красивим, сильним, доброго ходу; оксамитове сідло з нагрудним і підхвостним ременями, для того щоб вершник мав тверду опору при ударі списом у ворога на повному скаку. Гусар повинен мати пістолет, в лівій руці тримати лук, довгу й гостру шпагу під правим стегном і, як зазвичай, шаблю збоку. Під час бою він витягує свою шпагу з-за стегна і навішує її собі на праву кисть, щоб мати руку вільною для списа, який є головною зброєю, його використовували гусари під час бою, для прориву ескадронів ворога.
Платня гусар становила п'ятдесят ліврів на квартал, тобто за три місяці. Крім того, вони мали зимові квартири.
Також була легка кіннота, яку мовою цієї країни називали «козаки». Вони служили так само як і дворяни в гусарських загонах. Їх спорядження складалося з кільчастої куртки або кольчуги, яка закривала руки до половини. Крім того у них були ще залізні рукавиці, а голова була покритою кольчужною місюркою. Коні козаків повинні бути витривалі, швидкі і спритні. Їхня зброя — лук, стріли і пістолети. Призначення козаків — підтримувати гусар, коли вони йдуть у хід, закінчувати знищення розбитих гусарами ескадронів. Їх платня становила сорок ліврів на квартал.

### КіннотаУНР
Кіннота виникла одразу після створення військ УНР. В її військах служили не лише українців. До цих військ до того ж автоматично зараховувалися всі «українізовані» частини російської армії з усім своїм старим командним складом.
Один з найкращих її полків був Хортицький кінний полк Запорізької дивізії УНР — підрозділ армії Української народної республіки. Розташовувався у Запоріжжі. Полк відоміший, як «Полк Чорних запорожців», він увійшов у історію, як найбоєздатніша кінна частина української армії, яка впродовж всієї Громадянської війни жодного разу не зазнала поразки.

### Радянська кіннота

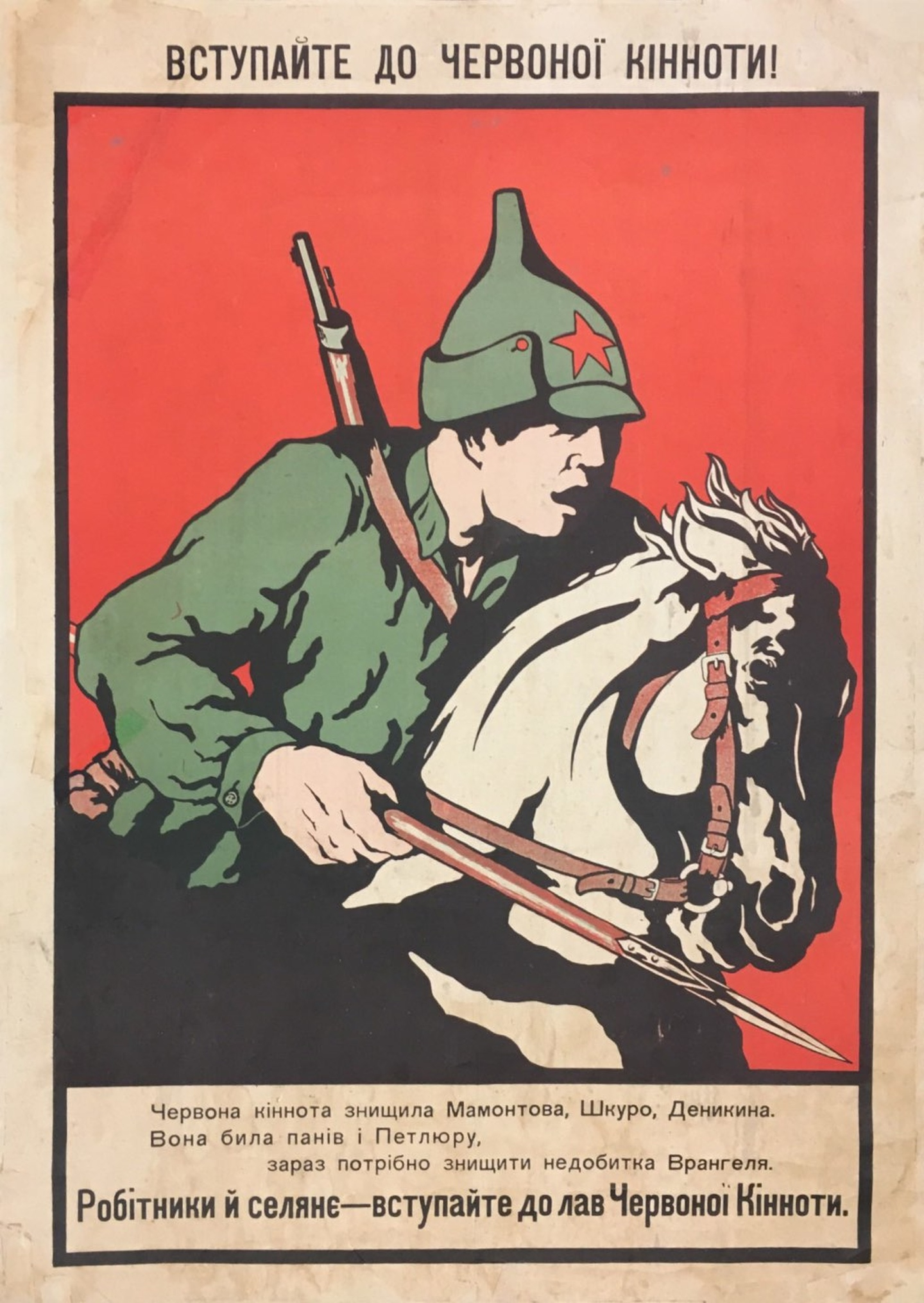
«Вступайте в червону кінноту!». Плакат УРСР, 1920

Радянська кіннота почала формуватися одночасно із створенням Червоної Армії в 1918. З розформованої старої російської армії до складу РСЧА увійшли тільки 3 кінних полки. У формуванні кінноти для Червоної Армії зустрівся ряд труднощів: основні райони, які постачали в армію вершників і верхових коней (Україна, Південь та Південний Схід Росії), були зайняті білогвардійцями та окуповані арміями іноземних держав; бракувало досвідчених командирів, зброї і спорядження. Тому основними організаційними одиницями в кінноти спочатку були сотні, ескадрони, загони і полки. Від окремих кінних полків і кінних загонів незабаром почався перехід до формування бригад, а потім і дивізій. Так, з невеликого кінного партизанського загону С. М. Будьонного, створеного в лютому 1918, восени цього ж року під час боїв за Царицин була сформована 1-ша Донська кінна бригада, а потім зведена кінна дивізія Царицинського фронту.
Особливо енергійні заходи по створенню кінноти були зроблені влітку 1919 для протистояння армії Денікіна. Щоб позбавити останню переваги у кінноті, потрібні були більші, ніж дивізія, кінні з'єднання. У червні-вересні 1919 були створені 2 перших кінних корпуси; до кінця 1919 чисельність радянської і білогвардійської кінноти зрівнялася. Бойові дії в 1918—1919 показали, що з'єднання радянської кінноти були потужною ударною силою, здатною вирішувати важливі оперативні завдання як самостійно, так і у взаємодії зі стрілецькими з'єднаннями. Найважливішим етапом в будівництві радянської кінноти було створення у листопаді 1919 Першої кінної армії, а в липні 1920 року Другої Кінної армії. З'єднання та об'єднання кінноти відіграли важливу роль в операціях проти армій Денікіна і Колчака наприкінці 1919 — на початку 1920, Врангеля і армії Польщі в 1920.
У роки Громадянської воїни в окремих операціях радянська кіннота становила до 50 % чисельності піхоти. Основним способом дій підрозділів, частин і з'єднань кінноти було наступ у кінному строю (кінна атака), підтримується потужним вогнем кулеметів з тачанок. Коли умови місцевості і запеклий опір противника обмежували дії кінноти в кінному строю, вона вела бій у спішених бойових порядках. Радянське командування в роки Громадянської війни зуміло успішно вирішити питання використання великих мас кінноти для виконання оперативних завдань. Створення перших у світі рухомих об'єднань — кінних армій стало видатним досягненням військового мистецтва. Кінні армії були основним засобом стратегічного маневру і розвитку успіху, застосовувалися масовано на вирішальних напрямках проти тих сил противника, які на цьому етапі становили найбільшу небезпеку.
Успіху бойових дій радянської кінноти в роки Громадянської війни сприяли розлогість театрів військових дій, розтягнутість ворожих армій на широких фронтах, наявність слабко прикритих або зовсім не зайнятих військами проміжків, які використовували кінні з'єднання для виходу на фланги противника і здійснення глибоких рейдів у його тил. У цих умовах кіннота могла повністю реалізувати свої бойові властивості і можливості — рухливість, раптовість ударів, швидкість і рішучість дій.
Після Громадянської війни кіннота у Червоній Армії продовжувала залишатися досить численним родом військ. У 1920-ті роки вона поділялася на стратегічну (кінні дивізії та корпуси) і військову (підрозділи і частини, що входили до складу стрілецьких з'єднань). У 1930-ті роки до складу кінних дивізій були введені механізовані (пізніше танкові) і артилерійські полки, зенітні засоби (надалі цей досвід був визнаний невдалим); для кінноти були розроблені нові бойові статути.
Як рухливий рід військ стратегічну кінноту призначали для розвитку прориву і її могли використовувати за рішенням фронтового командування.

## Соціальний статус

### Варвари
Коні служили варварам не тільки для бою, але і були символом приналежності вершника до певного класу. У більшості германських племен той, хто міг дозволити собі мати коня, і той, хто вмів володіти їм, належав до еліти — військової, соціальної та політичної. Саме такий погляд на речі лежав в основі процесів, що допомагали кінноті цілих 1200 років панувати на полях битв. Кіннота займала найважливіші ролі, стратегічні і тактичні позиції в середньовічних арміях, оскільки в її лавах перебували найбагатші і самі титуловані представники тодішнього суспільства. Їх соціальний статус і верховенство, у свою чергу, забезпечували їх засобами та часом, необхідними для підготовки гарного кіннотника.

### XIX—XX століття
У 19-20 століттях більшість монархій утримували кінноту як частину королівської чи імператорської гвардії. Ці підрозділи мали вигляд як однієї ескадри, для урочистого супроводу і палацової варти так і великих з'єднань призначених для активнішої роботи. Супровід іспанського королівського двору мав всього одну ескадру. А Імператорська прусська гвардія становила дванадцять кінних полків. У всіх випадках кавалеристи цих підрозділів, були з аристократії і відповідних товариств.

## Нерегулярна кіннота
Нерегулярна кіннота не мала правильного військового устрою і не проходила курсу військового навчання і виховання. До сімдесятих років XVIII століття у Росії до нерегулярної кінноти належали козаки.
Нерегулярна кіннота, ефективно виконувала переважно такі функції: здійснення розвідки — своєчасне оповіщення командування про пересування супротивника, реалізація контролю над транспортними комунікаціями супротивника за допомогою несподіваних нападів на його обози і транспорти, організація засад, рейди по тилах ворога, його переслідування і знищення передових його розвідувальних підрозділів.

## Класифікація кінноти
Основна стаття: Класифікація кінноти
У XVII-XVIII століттях ділили кінноту на три групи:
- Важка кіннота — до неї входили кірасири, рейтари, а також кавалергарди (у Російській імперії). Єдиний чіткий критерій відмінності від інших типів кінноти — вага коней, значно перевищувала вагу середньої кінноти, легкої і драгунської. Приміром вага європейського кірасирського коня коливався в районі 600—700 кг, а лицарський дестріе важив не менше 800 кг, а то й більше тонни[10]. Завдяки вазі своїх коней важка кіннота одним своїм наскоком могла зім'яти ворожу піхоту і легку кінноту. З цього приводу знаменитий прусський воєначальник Зейдліц сказав: «Кіннота здобуває верх не шаблями, а хлистом і шпорами»[18].
  - Кірасири — вид тяжкої кінноти, вершники якої були захищені кірасою (захисне озброєння з двох пластин, витягнутих по формі грудей і спини та з'єднаних пряжками на плечах і боках), і мали на озброєнні палаш, пістолети і карабін.
- Середня кіннота — до неї входили драгуни, карабінери, кінногренадери. Основною зброєю середньої кінноти був спис[19].
  - Драгуни — назва кінноти, яка здатна діяти як у кінному, так і в пішому строю. Доти під цією ж назвою розумілася піхота, посаджена на коней. Вони виділялися касками з плюмажем з кінського волосу. Такий головний убір служив не стільки для прикраси, а більш для захисту від шабельних ударів.
  - Карабінери — назва кінноти, яка озброєна карабінами. Карабін вважається придатнішою вогнепальною зброєю для вершника, аніж мушкет, оскільки він був легшим і простішим у поводженні коли вершник на коні.
  - Кіннотники-гренадери — елітні частини європейської кінноти, які спочатку призначалися для штурму ворожих укріплень, переважно в облогових операціях. Кінні гренадери озброювалися ручними гранатами і вогнепальною зброєю.
- Легка кіннота — до неї входили гусари, улани. Вона використовувала коней швидких і малих за масою порід (450—500 кг у гусарів), зазвичай високих, здатних здійснювати тривалі денні переходи на підніжній паші, без істотної втрати бойових якостей.
  - Гусари — легкоозброєні вершники XV—XX століть (поряд з уланами), що відрізняються характерним одягом: ківер (висока циліндрична шапка з козирком), ментик (хутряна накидка), доломан (короткий мундир), рейтузи, чоботи. Всі гусари голили бороди й носили вуса. У XV—XVII століттях носили легкі обладунки, включаючи і неповні лати.
  - Улани — поряд з гусарами рід легкоозброєної (на противагу кірасирам) новоєвропейської кінноти, озброєну списами, шаблями і пістолетами.

## Сучасна ситуація

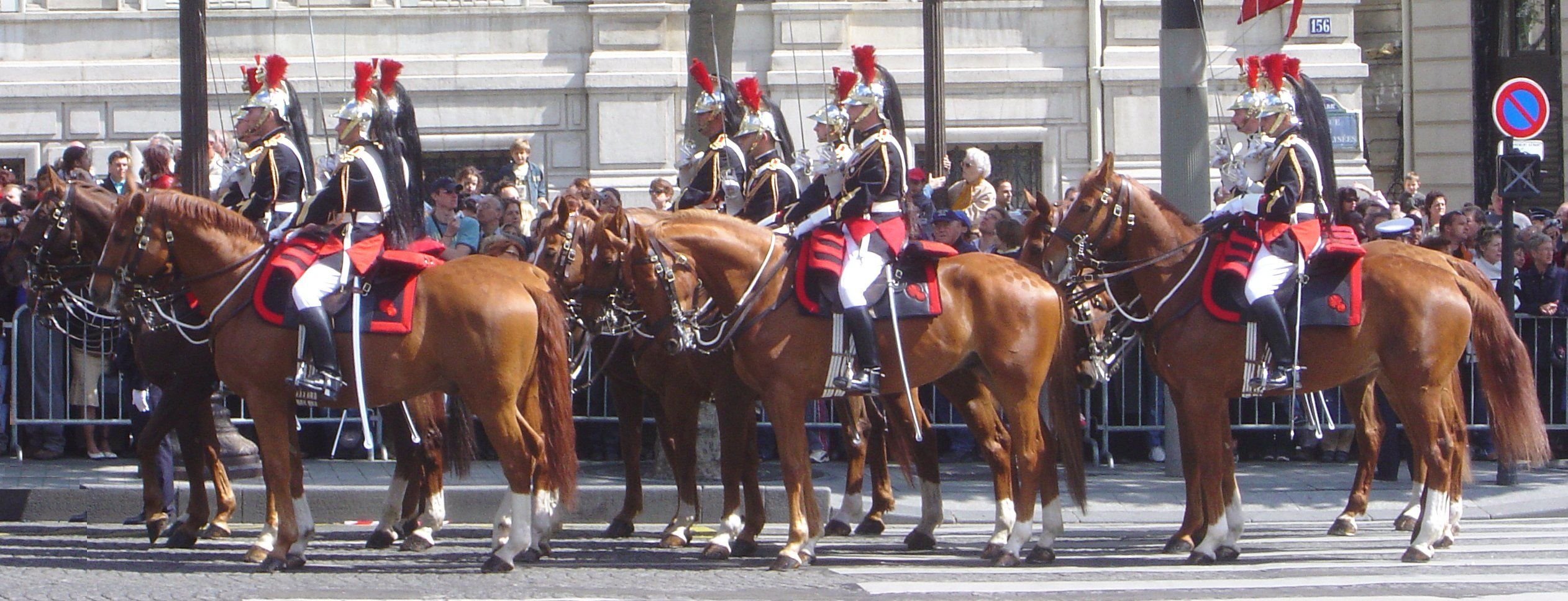
Кавалеристи Республіканської гвардії Франції на параді в Парижі

У перші повоєнні роки чисельність кінноти в Радянської Армії різко скоротилася, а до середини 1950-х років, зважаючи на створення та впровадження в збройних силах ряду країн зброї масового ураження та повної моторизації армій, кіннота як рід військ була поступово скасована в усіх арміях світу.
Останньою і єдиною військовою частиною Радянської Армії, яка існувала до розпаду СРСР і включала в себе кінні підрозділи, що несли бойові функції, була 68-ма окрема мотострілецька бригада гірська, яка дислокувалася в Оші на півдні Киргизької РСР. До складу зазначеної бригади входили кінний ескадрон і гірсько-в'ючна рота.
Однак це не поклало край використанню коней у військових цілях. Наприклад, у Росії і досі повноцінно функціонують в'ючно-транспортні підрозділи у складі частин прикордонних і внутрішніх військ, дислокованих у гористій місцевості. Їх активно використовують для перевезення вантажів і боєприпасів за підтримки дій гірничо-штурмових підрозділів, для вивезення поранених, прискореного пересування особового складу по пересічній місцевості, на вузьких стежках, недоступних для техніки, і виконання інших завдань.
У цей час на території СНД існує єдиний підрозділ кінноти, який несе бойові функції — Кінний гірсько-єгерський батальйон у складі п'ятої мотострілецької бригади Збройних Сил Казахстану. Цей підрозділ було створено для підтримки прикордонних військ у гористій місцевості Південного Казахстану. У складі батальйону дві кінні гірсько-єгерські роти і кінна мінометна батарея.

### Кіннота для парадів
Тепер кінноту нерідко використовують для проведення парадів та інших подібних церемоній. У Радянській Армії в 1962 році для участі у кінозніманні був сформований 11-й Окремий кінний полк. 2002 року на його базі був утворений Кінний почесний ескорт у складі Президентського полку.

## Галерея

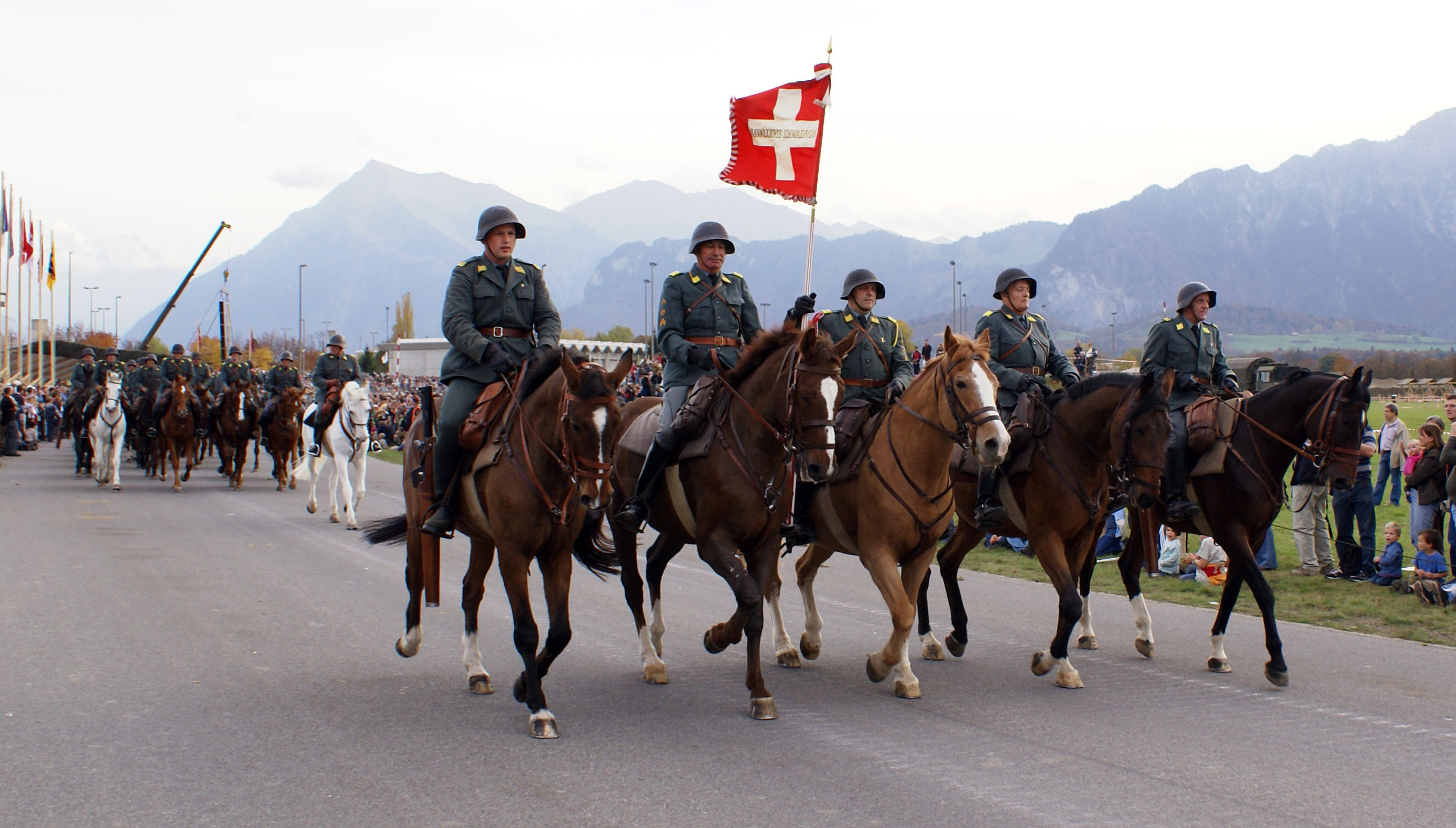
Кінна поліція Швейцарії, 1972
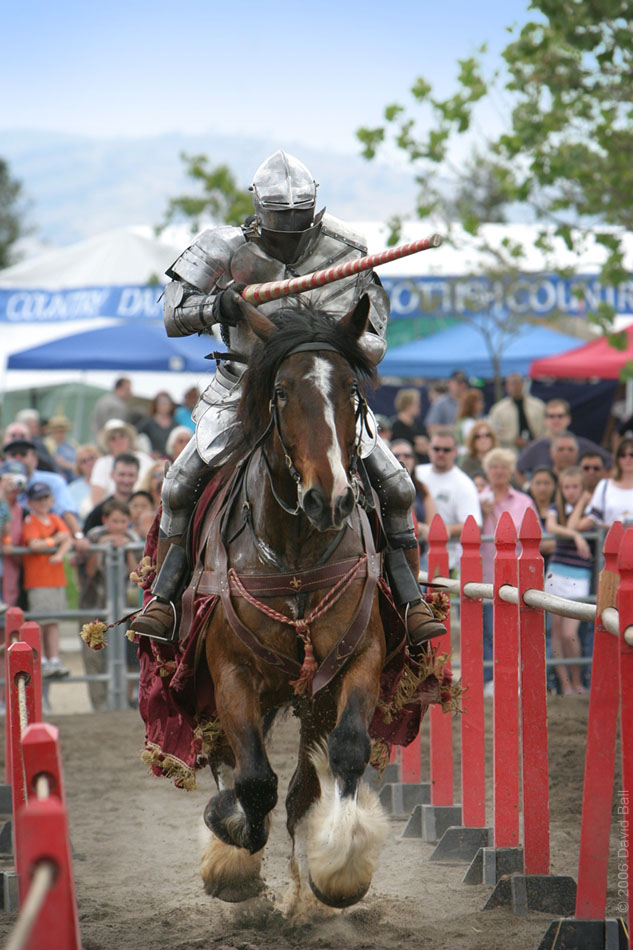
Сучасний вершник на змаганні
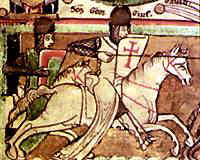
Лицарі хрестоносці
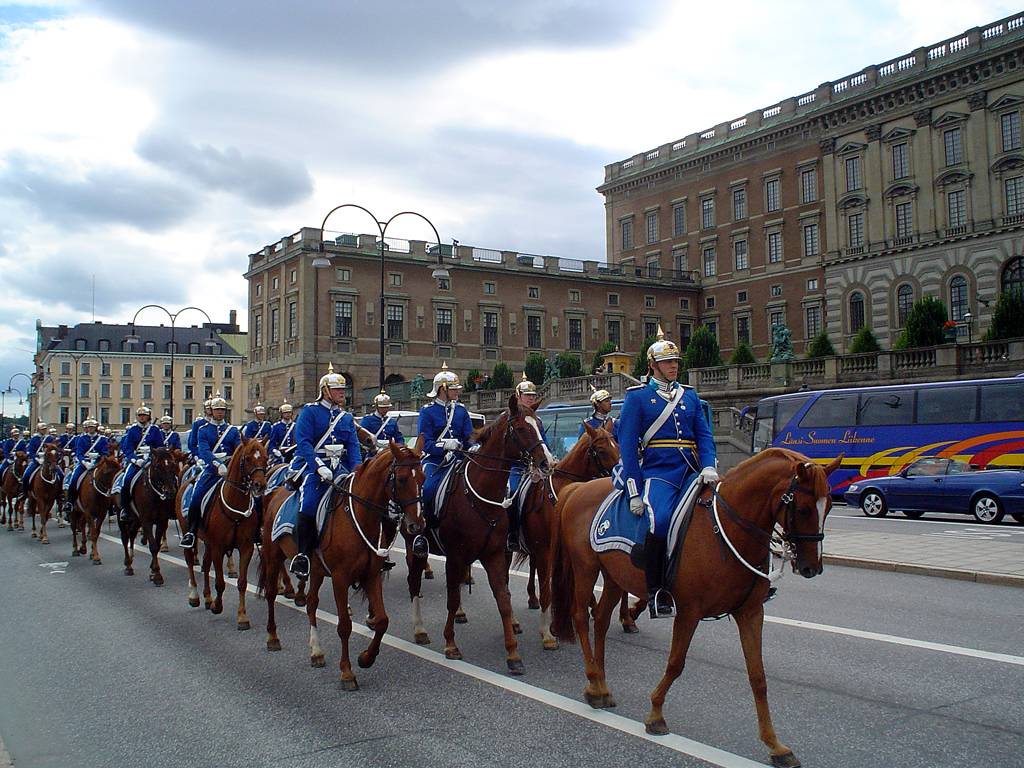
Шведська королівська кіннота
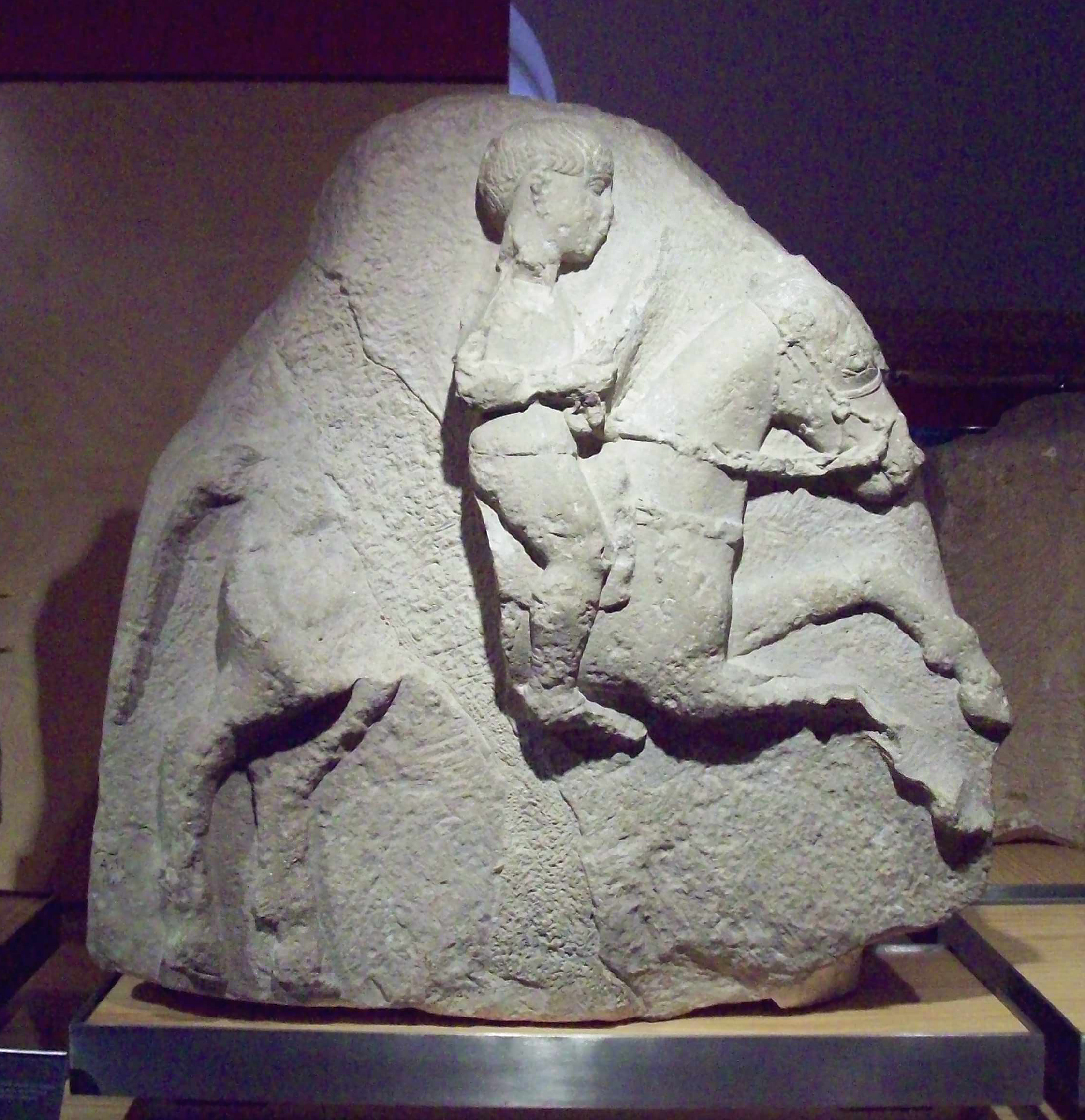
Кіннота Іберійців у III ст. до н.е.
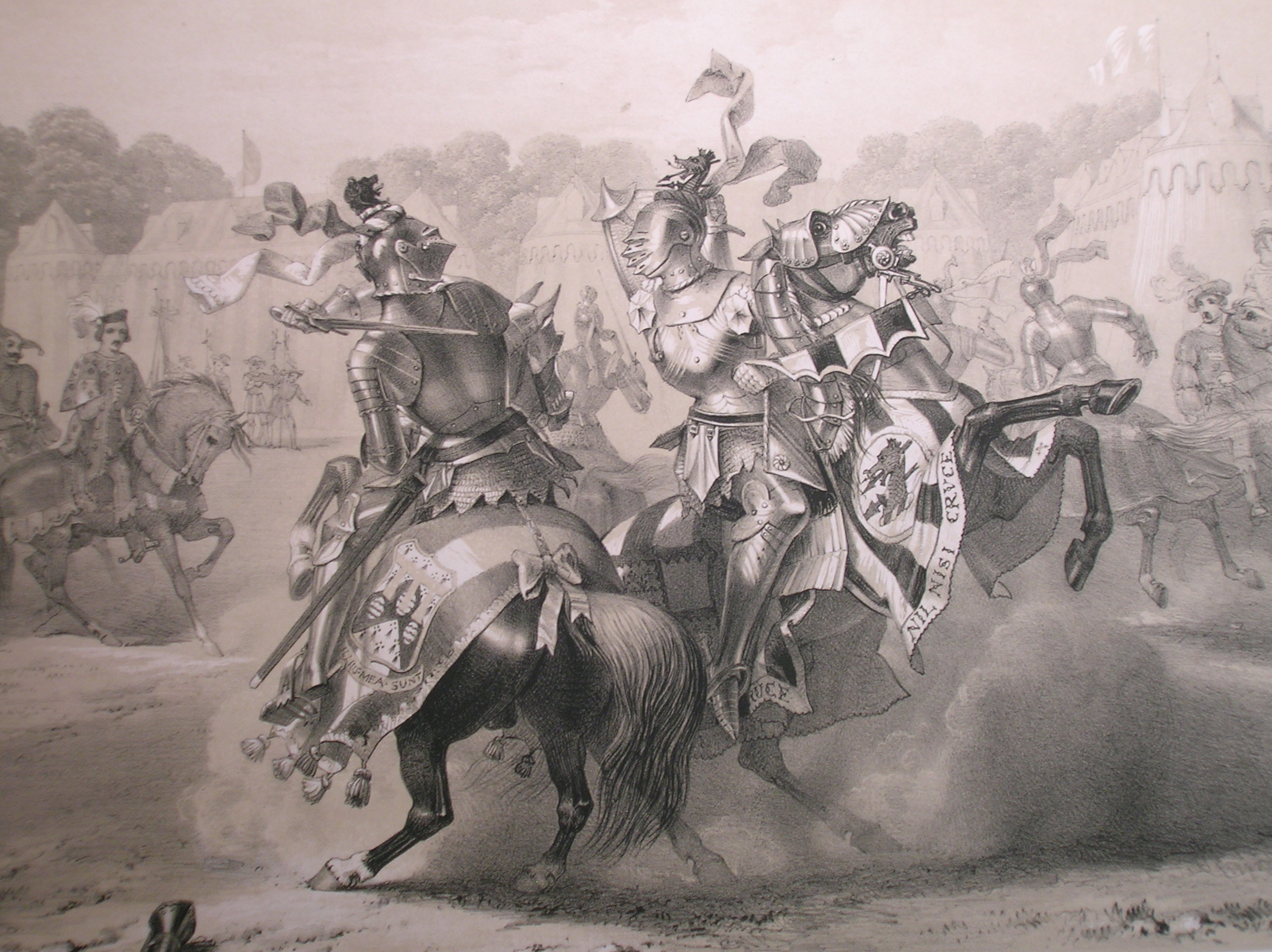
Лицарі у боротьбі
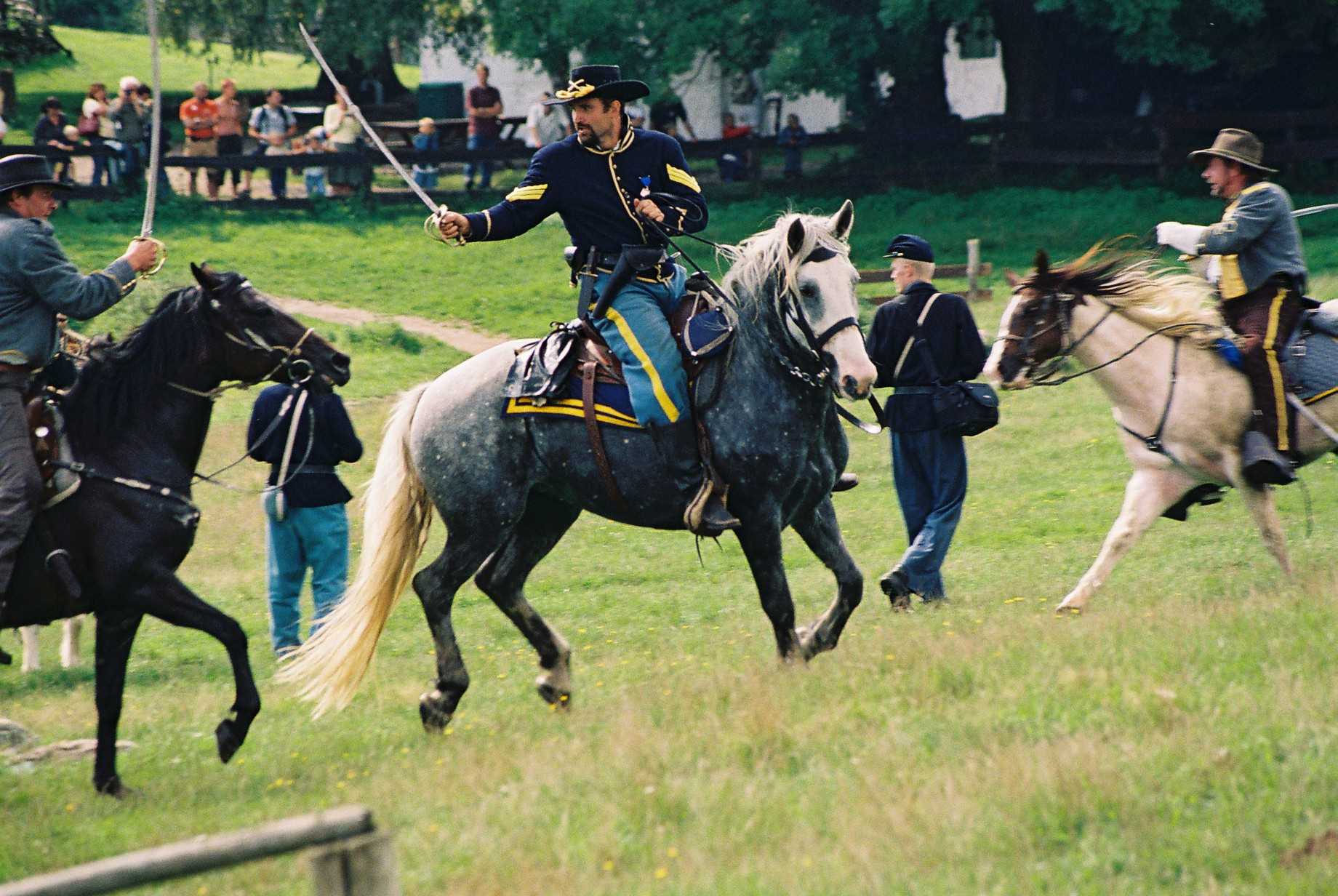
Легка кіннота , середини 19-го століття
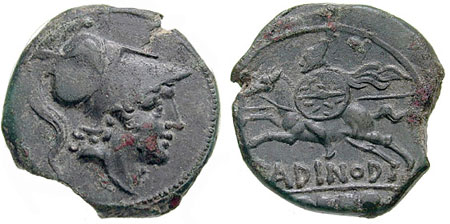
Римська монета зображує бога війни Марса і вершника